# フィリップ・ヴィリエ・ド・リラダン
フィリップ・ヴィリエ・ド・リラダン (フランス語: Philippe de Villiers de L'Isle-Adam 1464年 – 1534年)は、聖ヨハネ騎士団のラングエ・オーヴェルニュの代表、総長（1521年 - 1534年）。ロドス島における騎士団最後の総長で、オスマン帝国との間でのロドス包囲戦を指揮し、その敗北後も騎士団を率いてマルタ島への移転を行った。 

## 生涯
1521年、リラダンはグランドマスターに選出された。その直後1522年にスレイマン1世率いる10万人のオスマン軍によるロドス島侵攻が始まり、リラダンと600人の騎士、4500人の兵士たちは6か月にわたって島の要塞を防衛した。しかし最終的に騎士団はオスマン帝国に島を譲る決断をし、1523年1月1日にクレタ島へ退去した。
その後、リラダンは騎士団を率いて、最初に身を寄せたクレタ島からメッシーナ、ヴィテルボ、ニースと流転した。1530年、リラダンは神聖ローマ皇帝カール5世からマルタ島とゴゾ島、北アフリカのトリポリを与えられた。これ以降、聖ヨハネ騎士団はマルタ島を拠点とし、マルタ騎士団として知られるようになる。同年10月26日、旗艦のサンタ・アナ号に載った騎士団がマルタ島に上陸した。
リラダンは11月13日に正式にマルタ島領有を宣言し、この騎士団長に首都イムディーナの銀の鍵が手渡された。なお騎士団は海岸沿いの町ビルグに居を置き、こちらが実質的な首都となった。また聖アンジェロ砦は要塞兼宮殿として利用された。街は要塞化され、次第に出身国別の騎士館が建てられていった。こうして騎士団はマルタ島に定着していったが、同時に彼らは1565年のマルタ包囲戦まではあくまでもロドス島の奪回を夢見ていた。。
1534年8月21日、リラダンはラバトの聖母降誕教会で死去し、聖アンジェロ砦の聖アンヌ聖堂に葬られた。16世紀後半に、バレッタの聖ヨハネ准司教座聖堂に改葬された。